# Guy Leduc (homme politique)
Guy Leduc (18 juin 1928 - 10 mars 2011) est un homme politique québécois. Il est député de Taillon de 1966 à 1976. 

## Parcours parlementaire
En 1966 il est élu dans Taillon pour le Parti libéral du Québec. Il est réélu en 1970 et quitte les bancs de l'opposition. Il devient alors Whip adjoint et Vice-président du caucus libéral (1970-1973) puis adjoint parlementaire au ministre des Affaires municipales (1973-1974).
Le 28 février 1975 il quitte le Parti libéral pour siéger comme député indépendant. 
En raison des soupçons de liens avec la pègre, il ne s'est pas représenté en 1976. C'est alors le nouveau premier ministre du Québec, René Lévesque qui le succéda comme député de Taillon.

## Famille
Guy Leduc est le petit-fils d'Alfred Leduc. Il est également le cousin de Pierre Laporte.